# Томашовце (округ Лученец)
Томашовце (словац. Tomášovce) — село, громада округу Лученець, Банськобистрицький край, центральна Словаччина, регіон Новоград. Кадастрова площа громади — 14,1 км².
Населення 1348 осіб (станом на 31 грудня 2017 року).

## Історія
Томашовце згадується в 1247 році.

## Географія
Протікає річка Псота.

## Населення
| Рік:            | 1994. | 2004.   | 2014. | 2024.   |
| --------------- | ----- | ------- | ----- | ------- |
| Кількість осіб: | 1511  | 1500    | 1395  | 1338    |
| Різниця:        |       | -0,72 % | -7 %  | -4,08 % |

| Рік:            | 2023. | 2024.   |
| --------------- | ----- | ------- |
| Кількість осіб: | 1335  | 1338    |
| Різниця:        |       | +0,22 % |